# Jiří Zídek Sr.
Jiří Zídek Sr. (* 8. Februar 1944 in Prag, Protektorat Böhmen und Mähren; † 21. Mai 2022 ebenda) war ein tschechoslowakischer Basketballspieler. Zídek galt in der zweiten Hälfte der 1960er Jahre als einer der bedeutendsten europäischen Basketballspieler und war 2008 neben Schiedsrichter Lubomir Kotleba als einziger Tscheche und Slowake für die EuroLeague’s 50 Greatest Contributors nominiert. Während er mit seiner Vereinsmannschaft Slavia Prag einmal das Finale im FIBA Europapokal der Landesmeister 1966 erreichte, gewann er mit Slavia den Europapokal der Pokalsieger 1969. Mit der tschechoslowakischen Nationalmannschaft gewann er bei Basketball-Europameisterschaften eine Silber- und eine Bronzemedaille und war Teilnehmer der Olympischen Spiele 1972 in München. Sein Sohn Jiří Zídek Jr. ist ebenfalls ein erfolgreicher Basketballspieler gewesen, war in der am höchsten dotierten Profiliga NBA aktiv und konnte im Unterschied zu seinem Vater 1999 den wichtigsten europäischen Vereinswettbewerb FIBA Europaliga gewinnen.

## Karriere

### Verein mit Slavia Prag
Zídek gewann mit Slavia Prag 1965 und 1966 deren ersten beiden nationale Meisterschaften und konnte dabei die Phalanx von Spartak Brünn durchbrechen, die die drei Titel zuvor gewonnen hatten. Bei der ersten Teilnahme im Europapokal der Landesmeister zog Slavia zwei Jahre nach Spartak Brünn ins Endspiel des Wettbewerbs ein, in dem man jedoch 1966 Simmenthal Mailand mit fünf Punkten Unterschied unterlegen war. Zídek war beim 72:77 mit 20 individuellen Punkten „Topscorer“ seiner Mannschaft. Slavia verteidigte in diesem Jahr die nationale Meisterschaft und schied im Europapokal 1966/67 im Halbfinale gegen Titelverteidiger Simmenthal Mailand von der Titelvergabe aus. Beim Final-Four-Turnier sicherte man sich den dritten Platz im „kleinen Finale“ gegen AŠK Olimpija Ljubljana. Nachdem man auch die nationale Meisterschaft wieder an Spartak Brünn verloren hatte, trat man in der folgenden Saison 1967/68 im ein Jahr zuvor neu geschaffenen Europapokal der Pokalsieger an und erreichte dort das Endspiel in Athen. Gegen Gastgeber AEK Athen, die man zwei Jahre zuvor im Landesmeister-Wettbewerb im Halbfinale bezwungen hatte, verlor man das Endspiel vor dem bis heute für europäische Vereinswettbewerbe gültigen Zuschauerrekord von mindestens 80.000 Zuschauern trotz 31 Punkten von Zídek mit 82:89.
Nachdem Spartak Brünn seinen nationalen Titel 1968 verteidigen konnte, trat Slavia erneut im zweiten europäischen Wettbewerb an und konnte diesmal als erste und bislang einzige tschechische und slowakische Herrenmannschaft einen Europapokal gewinnen. Im Endspiel des Pokalsieger-Wettbewerbs 1968/69 gewann man in Wien gegen BK Dinamo Tiflis mit 80:74. Zudem holte man sich den nationalen Meisterschaftstitel von Spartak Brünn zurück und konnte auch die folgenden drei Meisterschaften gewinnen und 1974 die siebte Meisterschaft für den Verein. Im Landesmeister-Wettbewerb 1970 und 1971 scheiterte Slavia Prag zweimal hintereinander im Halbfinale am sowjetischen Vertreter ZSKA Moskau. Im FIBA Europapokal der Landesmeister 1971/72 erreichte man erstmals seit der Teilnahme an europäischen Wettbewerben nicht das Halbfinale der besten vier Mannschaften, als man in der Gruppenphase gegen Jugoplastika Split und Panathinaikos Athen scheiterte. Im Jahr darauf verlor man in der Gruppenphase der besten acht Mannschaften gleich alle drei direkten Vergleiche in seiner Gruppe. Nachdem man auch in der nationalen Meisterschaft den Titel 1973 an Dukla Olmütz verloren hatte, war man in der Saison 1973/74 nicht in europäischen Wettbewerben vertreten. Den nationalen Titel konnte man sich 1974 noch einmal zurückholen. Im Landesmeister-Wettbewerb 1974/75 war man in der Gruppenphase der besten zwölf Mannschaften jedoch chancenlos und gewann keinen einzigen direkten Vergleich in seiner Gruppe, darunter auch den gegen den österreichischen Vertreter UBSC Wien. Anschließend gab es für Slavia Prag und Zídek keine Titelerfolge mehr auf nationaler wie auch internationaler Ebene. Später spielte Zídek noch eine Saison in Olmütz, zwei Spielzeiten bei Slávia TU Košice und im für Sportler höheren Alter als Spielertrainer zwei Spielzeiten bei Alku aus Forssa in Finnland.

### Nationalmannschaft
Nachdem Zídek mit der tschechoslowakischen Nationalmannschaft bei den EM-Endrunden 1963 und 1965 nicht in Medaillennähe gekommen war, gewann man bei der EM-Endrunde 1967 die Silbermedaille. In der Vorrunde hatte man sich in sieben Spielen nur einmal gegen Gastgeber Finnland geschlagen geben müssen. Nach dem Sieg im Halbfinale über Bulgarien verlor man das Finale mit 77:89 gegen Titelverteidiger Sowjetunion, der auch die fünf Austragungen zuvor gewonnen hatte. Bei der nächsten EM-Endrunde zwei Jahre später gewann man alle Vorrundenspiele, traf aber bereits im Halbfinale auf den Titelverteidiger und späteren Europameister Sowjetunion. Nach der 69:83-Niederlage reichte es nach dem Sieg im „kleinen Finale“ mit zwei Punkten Unterschied über Polen zum Gewinn der Bronzemedaille. Nachdem man beim vorolympischen Qualifikationsturnier in Europa 1968 nach Niederlagen gegen Polen und Bulgarien die Qualifikation für das olympische Basketballturnier verpasst hatte, war Zídek mit der Nationalmannschaft bei der Basketball-Weltmeisterschaft 1970 erstmals in einer globalen Endrunde vertreten. In der Finalrunde der besten sieben Mannschaften reichte es nur zu zwei Siegen über Vizeweltmeister Brasilien und die sieglose uruguayische Auswahl, womit man den sechsten Platz erreichte. Bei der folgenden EM-Endrunde 1971 in Deutschland verpasste man die Medaillenrunde und konnte sich noch den fünften Platz sichern.
In der Olympiaqualifikation 1972 glückte nun die Teilnahme am olympischen Basketballturnier in München. Im Wettbewerb selbst erreichte man bei den Olympischen Spielen 1972 den vierten Platz in der Gruppenphase. Nach einer Niederlage gegen den amtierenden Weltmeister Jugoslawien und Brasilien in der Platzierungsrunde erreichte man den achten Platz bei Zídeks einziger Olympiateilnahme. Bei der EM-Endrunde 1973 in Katalonien kam man nach nur einer Vorrundenniederlage gegen Titelverteidiger Sowjetunion erneut in die Medaillenrunde. Nach der Niederlage gegen Weltmeister Jugoslawien im Halbfinale verlor man auch das kleine Finale erneut gegen die Sowjetunion, die im Halbfinale am Gastgeber gescheitert waren. Bei der WM 1974 verpasste man die Finalrunde der besten acht Mannschaften. In der Platzierungsrunde verlor man zum Auftakt gegen Mexiko. Trotz der folgenden vier Siege reichte es so nur zum zehnten Platz bei dieser Endrunde. Im Folgenden nahm Zídek an keinen Endrunden mehr teil.

## Sonstiges
30 Jahre nach dem Gewinn des Europapokals der Pokalsieger gewann Zídeks gleichnamiger Sohn im Trikot des litauischen Vereins Žalgiris Kaunas mit der FIBA Europaliga 1998/99 den zu dieser Zeit höchsten europäischen Vereinswettbewerb. Die Zídeks sind das einzig bekannte Vater-Sohn-Paar, die jeweils einen Europapokalwettbewerb gewinnen konnten.